# Verkhni Baskuntxak
Verkhni Baskuntxak (en rus: Верхний Баскунчак) és un poble (un possiólok) de l'óblast d'Astracan, a Rússia, segons el cens del 2021 tenia 7.435 habitants.